# Type Léopard
Le type Léopard est une classe de bâtiment-école de la Marine nationale française. Ces bâtiments-école servent à la formation à la conduite nautique des officiers et officiers-mariniers navigateurs de l'École navale, des écoles de la marine française, des administrations de l'État ou de marines étrangères. Ils font partie du dispositif d'action de l'État en mer et peuvent intervenir pour la lutte antipollution avec un équipement adapté.

## Historique

### Programme
Les bâtiments-écoles de la classe Léopard sont conçus pour remplacer les dragueurs type MSC des 20e et 22e Didra (Division de dragueurs), construits dans les années cinquante et affectés entre 1963 et 1965 à l'instruction. 
Le programme est lancé en 1978 et porte sur huit navires, appelés initialement bâtiments d’instruction à la navigation (BIN), puis en 1982 bâtiments-écoles (BE), pour éviter la confusion avec les bâtiments d’instruction à la manœuvre (BIM).
L'hypothèse d'un neuvième exemplaire, soulevée pour la formation des élèves étrangers, avec les financements de leurs pays d'origine, n'aboutit pas. L'état major de la marine envisage aussi de construire d'autres unités de ce type. Utilisés comme patrouilleurs le long de la côte atlantique, ce projet ne s'est pas concrétisé.

### Construction
Trois chantiers produisent cette classe, les Ateliers et chantiers de la Manche à Saint-Malo (Léopard, Panthère, Jaguar et Guépard), les Chantiers et ateliers de la Perrière à Lorient (Lynx, Tigre et Lion) et le chantier de la Société Française de Construction navale (SFCN) à Villeneuve La Garenne (Chacal).
Le Léopard est mis sur cale le 6 avril 1981 et le Lion est admis au service le 10 septembre 1983.
Le Léopard effectue ses premières sorties en février 1982. Deux défauts sont observés : le niveau de bruit trop important dans le navire, à cause des moteurs, et l'eau n’est pas consommable. Des travaux d'isolation et une remise à niveau des soutes permettent de régler ces problèmes sur les quatre premières unités de la série. Les quatre derniers exemplaires profitent de ce retour d'expérience avec l'installation de supports élastiques sous les moteurs, qui diminuent le niveau sonore. Par ailleurs, des défauts sont observés sur l'arbre d'hélice des cinquième, sixième et septième bâtiments et réparés.

### Service
La 20e division des bâtiments-écoles est formée le 20 janvier 1983 et le Léopard en devient le chef de division.
En 1984, le Léopard part de Brest avec d’autres bâtiments-écoles avec à son bord le contre-amiral Fuzeau, commandant de l’École navale. Le pétrolier ravitailleur Durance croise la division dans le Goulet de Brest. Son commandant, le capitaine de frégate Mailloux, lance un appel radio au Léopard et demande si la « Ménagerie » part en tournée. Le contre-amiral répond « Oui, et le dompteur est à bord ! ». L'appellation est restée depuis.
La 20e division est dissoute le 13 juillet 1993 et les huit bâtiments forment le groupe des bâtiments-écoles, sous le commandement du commandant du Léopard.
Les navires reçoivent deux mitrailleuses de calibre 12,7 mm en remplacement de deux canons de 20 mm Oerlikon en 2002.
La classe Léopard fait l'objet d'une opération de rénovation, entre 2011 et 2012, afin d'allonger sa durée de vie de dix ans. Faute de budget suffisant, la Marine nationale a adopté cette solution en coopération avec Piriou Naval Services. La refonte entre dans le cadre d'un contrat de maintien en condition opérationnelle (MCO) pour une durée de dix années. L'opération porte sur le remplacement des moteurs par des modèles de marque Baudouin, des groupes électrogènes, du séparateur d'hydrocarbures, des réfrigérateurs, du radar de navigation et du gyrocompas. La peinture de la coque est refaite et deux lignes d'arbre sont inspectées.

## Pays utilisateurs
- France
  - Léopard (A748) , mise en service : 4 décembre 1982
  - Panthère (A749), mise en service : 4 décembre 1982
  - Jaguar (A750), mise en service : 18 décembre 1982
  - Lynx (A751), mise en service : 18 décembre 1982
  - Guépard (A752), mise en service : 1er juillet 1983
  - Chacal (A753), mise en service : 10 septembre 1983
  - Tigre (A754), mise en service : 1er juillet 1983
  - Lion (A755), mise en service : 10 septembre 1983